# Quié
Quié är en kommun i departementet Ariège i regionen Occitanien i södra Frankrike. Kommunen ligger  i kantonen Tarascon-sur-Ariège som ligger i arrondissementet Foix. År 2022 hade Quié 298 invånare.

## Befolkningsutveckling
Antalet invånare i kommunen Quié
Referens: INSEE